# Соза, Антониу Каэтану
Анто́ниу Каэта́ну де Со́за также Со́уза (порт. António Caetano de Sousa, Antonio Caetano de Souza; 30 мая 1674 — 5 июля 1759) — португальский католический священник-театинец, историк, библиограф. Один из первых членов Королевской академии истории Португалии. Известен благодаря основательным историческим и библиографическим исследованиям, посвященным Церкви и Португалии. Родился в Лиссабоне. Сын Мигела де Овза-Феррейры, уроженца Порту и Марии Кресбек, португалки  из семьи книгоиздателей голландского происхождения. В 1690 году поступил в Лиссабонский Монастырь святого Каэтану. Составил монашеские обеты (1691). Изучал философию, теологию, церковную историю; написал «Лузитанскую агиологию» (Agiologio Lusitano). Работал под патронатом португальского короля Жуана V, который назначил ему ежегодное содержание в 100 тысяч реалов (впоследствии — 350 тысяч) и издал за свой счет его основные труды. Создал сеть историков и секретарей, подобную научному институту, которые собирали и приводили в порядок исторические документы. Разработал первый в Португалии библиографический аппарат современного типа для систематизации источников. Вошел в состав первых 50 членов вновь созданной Королевской академии истории (1720), занимался изучением истории португальских епископств Сеуты и Танжера (I и ІІ «Сборники документов» академии). С 1723 года изучал родословную португальских монархов. Издал фундаментальное 12-томное исследование «Генеалогическая история Португальского королевского дома» (História Genealógica da Casa Real Portuguesa, 1735–1749) и отдельный 13-й том указателя к нему (1749), дополнил издание 6 томами «Доказательств» (Provas, 1738-1748), содержащими уникальные исторические документы, значительная часть оригиналов которых погибла в результате Лиссабонского землетрясения. Благодаря своей работе получил нобилитационные права для своих племянников. Умер в Лиссабоне.

## Основные труды
- "Catálogo dos bispos da egreja do Funchal"; no tomo I da "Colecção dos Documentos e Memórias da Academia Real de História";
- "Catálogo dos arcebispos da Bahia e mais bispos seus suffraganeos", no tomo I da "Colecção dos Documentos e Memórias da Academia Real de História";
- "Catálogo dos arcebispos de Goa, e dos bispos de Cochim, Meliapor, China, Japão, Macau, Nankim, Malaca, patriarchas da Ethiópia, arcebispos de Cranganor e Serra", no tomo II da "Colecção dos Documentos e Memórias da Academia Real de História";
- "Catálogo dos bispos de Cabo Verde, S. Thomé e Angola", no tomo II da "Colecção dos Documentos e Memórias da Academia Real de História";
- "Catálogo de dos bispos Angra", no tomo II da "Colecção dos Documentos e Memórias da Academia Real de História";
- "Memorias historicas e genealogicas dos Grandes de Portugal", publicado em 1739, com reedições em 1742 e 1755;
- "Série dos reis de Portugal, reduzida a taboas genealogicas, com uma breve принимать histórica", publicado em Lisboa em 1743;
- "História Genealógica da Casa Real Portuguesa", obra monumental em 13 volumes, a que acrescem os 6 volumes das "Provas";
- "Indice geral dos appellidos, nomes proprios, e cousas notaveis que se comprehendem nos treze tomos da Historia Genealogica, e dos documentos comprehendidos nos seis volumes das Provas com que se acha autorisada a mesma Historia", publicado em 1749;
- "Agiologio Lusitano dos santos e varões illustres em virtude do отеле reino de Portugal e suas conquistas", tomo IV, que compreende os meses de Julho e Agosto, com seus comentários, Lisboa, 1774.